# Gòtic radiant

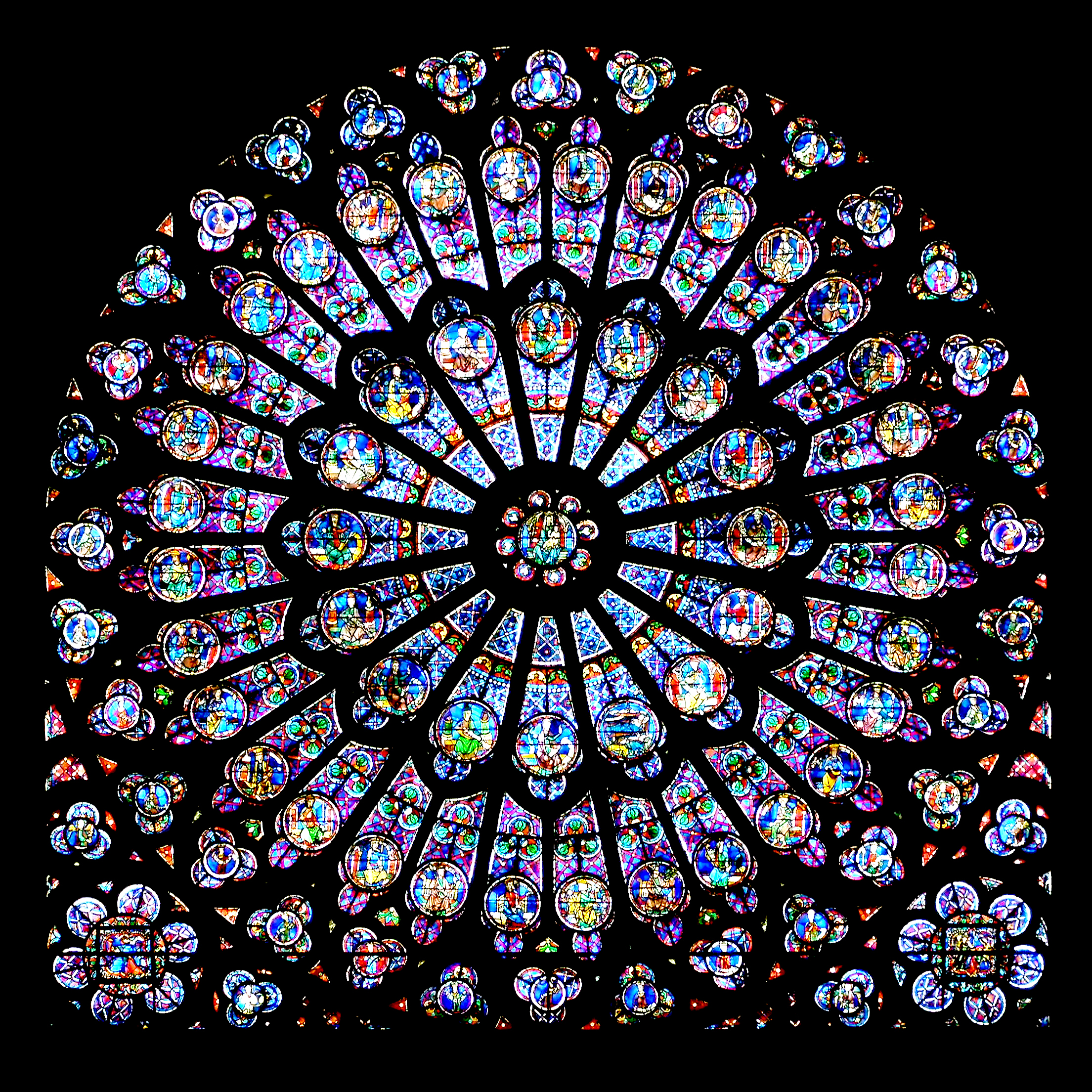
Rosassa de la catedral de Notre-Dame de París

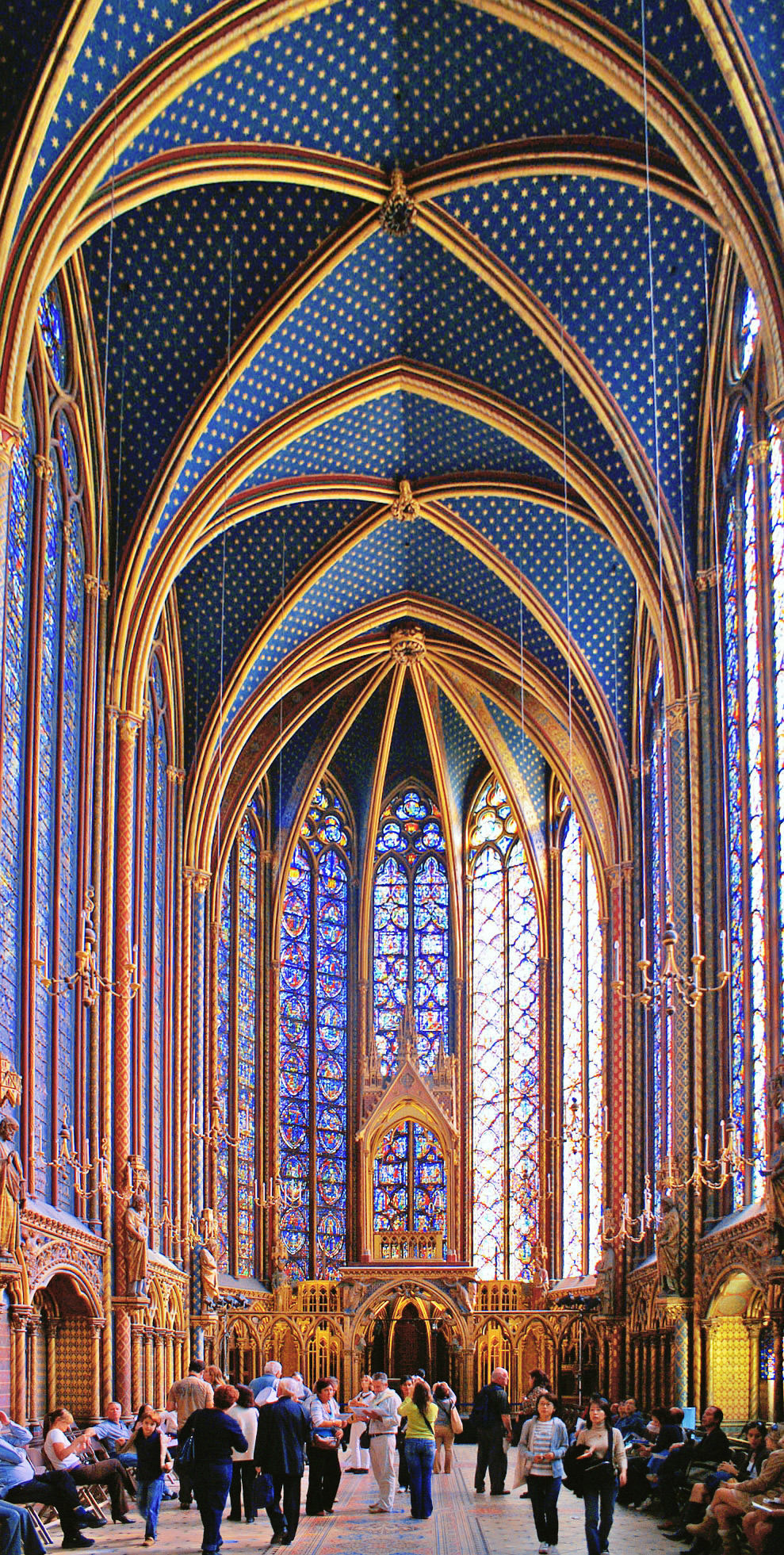
La Sainte Chapelle

Gòtic radiant (rayonnant en francès) és la denominació historiogràfica d'una de les fases de l'art gòtic, encunyada específicament per a l'arquitectura gòtica de França i coincident en gran manera amb el regnat de Lluís IX (1226-1270).
Construïdes les catedrals del gòtic clàssic, s'alenteix el ritme de construcció però manté la tendència a edificis cada vegada més alts i amb menys matèria en el gòtic radiant, amb traceries reforçades amb metall i els pilars es substitueixen per pilastres formades per feixos de nervis que recullen les voltes i arcs. Un dels primers edificis que establiren els patrons d'aquest estil fou la Catedral de Beauvais, que assolia una alçada de les voltes tan imponent (48 metres) que no fou igualada a cap altre edifici gòtic. La Sainte-Chapelle de París, concebuda com una mena de reliquiari de vidre, constitueix el paradigma perfecte de l'estil radiant.
A l'interior d'aquests edificis la llum es converteix en l'element predominant, i en funció d'ella i el seu significat simbòlic i espiritual es conceben la resta d'elements arquitectònics. S'intenta alliberar els murs de la seva funció sostenidora per col·locar-hi vidrieres més grans i molt decorades. Pot ser mitjançant rosasses radials (d'on li ve el nom) o d'obertures de mida més gran que abans, que es decoren amb vidrieres, sobretot de color blau fosc i vermell. Els edificis tendeixen també a guanyar alçada i verticalitat.
La teoria evolutiva dels estils artístics ha denominat aquest estil com gòtic manierista, en representar l'estadi intermedi entre l'anterior gòtic clàssic (o ple) i el posterior gòtic barroc (o tardà -gòtic flamíger-).

## Altres exemples
- La capçalera de la basílica de Saint-Nazaire (basílica dels sants Nazari i Cels, a Carcassona).
- Basílica de Saint-Urbain de Troyes.[2]
- La capçalera de l'església del priorat de Saint-Thibault,[3] a Saint-Thibault (Côte-d'Or).

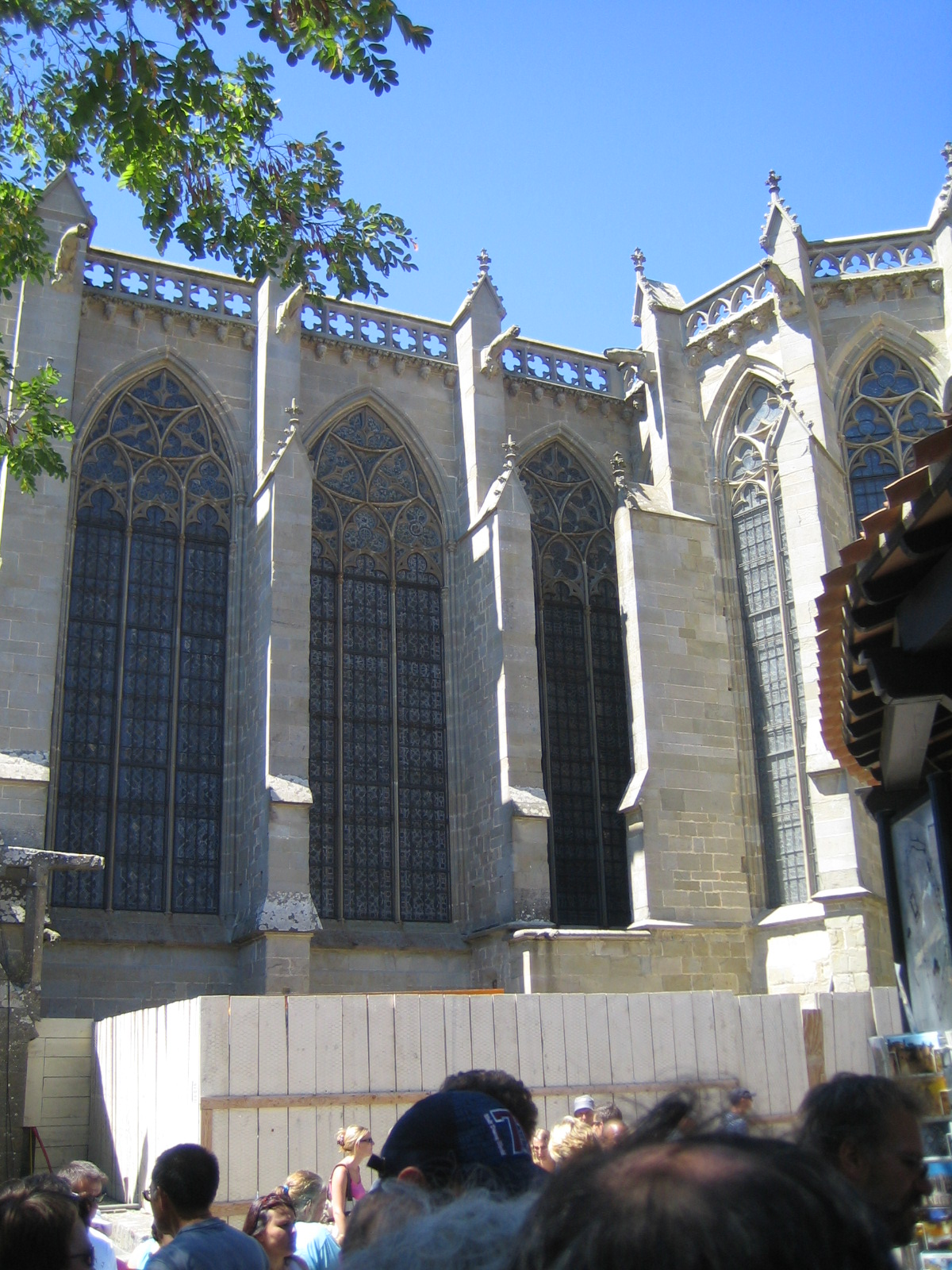
Saint-Nazaire
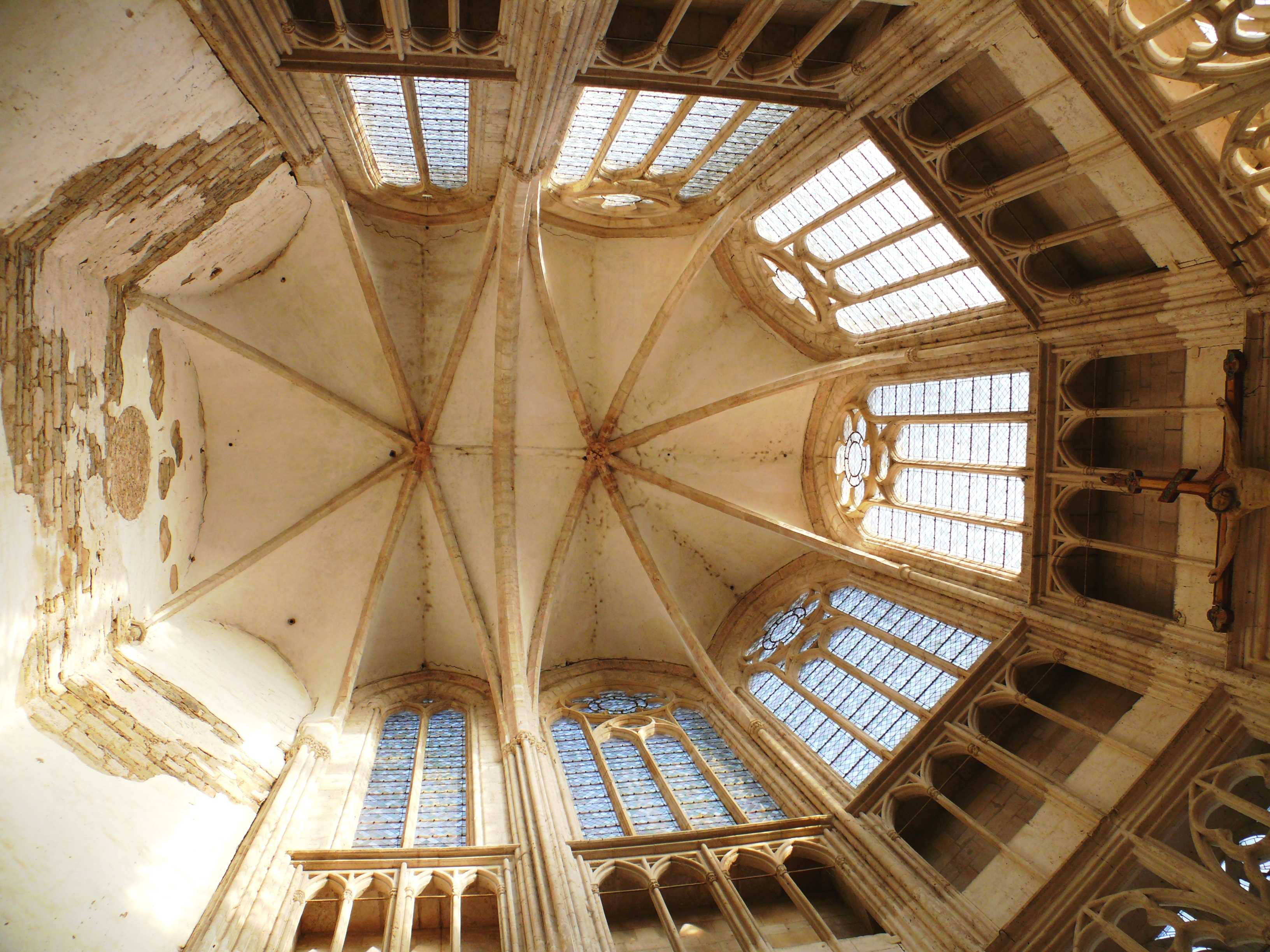
Saint-Thibault
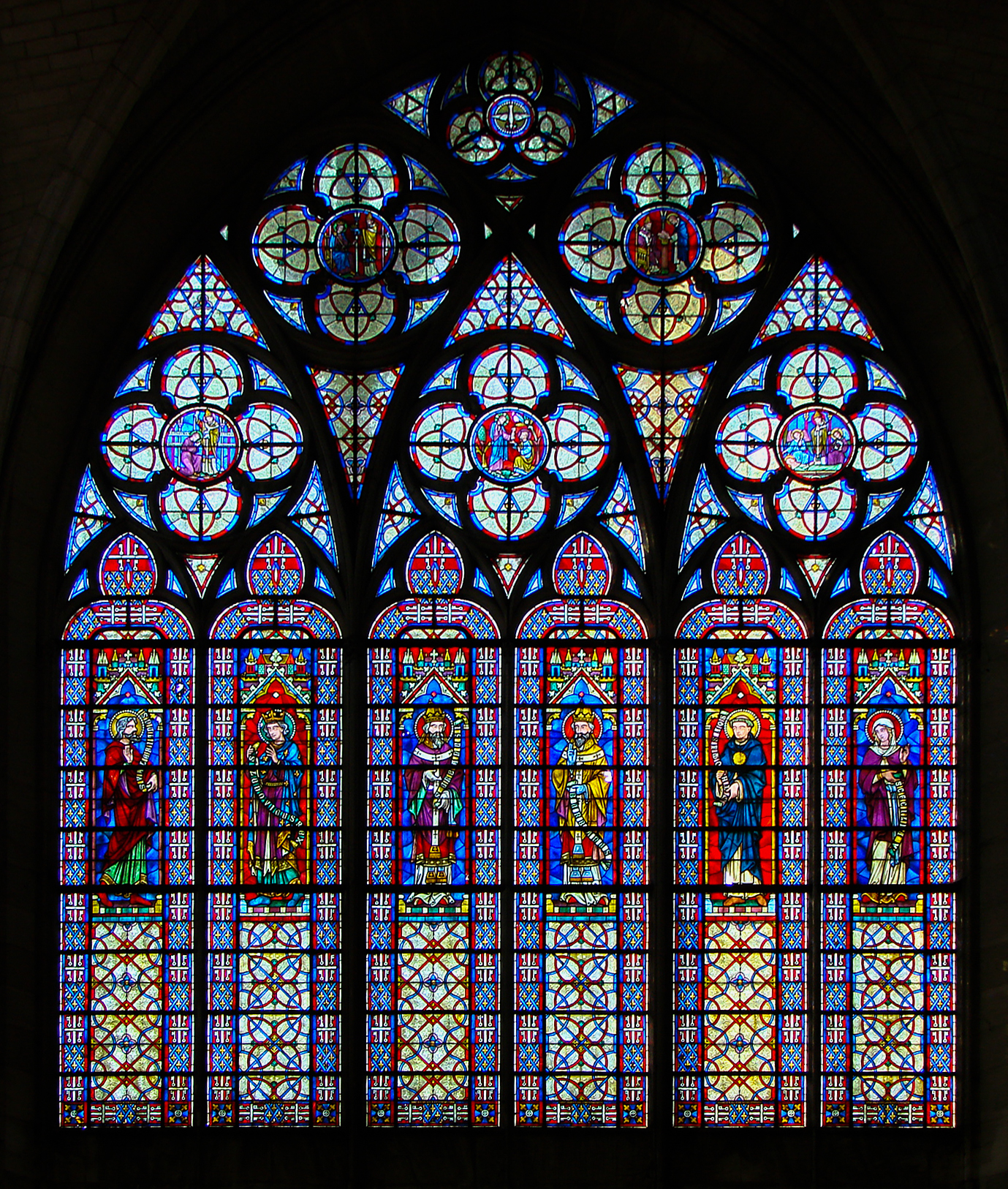
Saint-Urbain
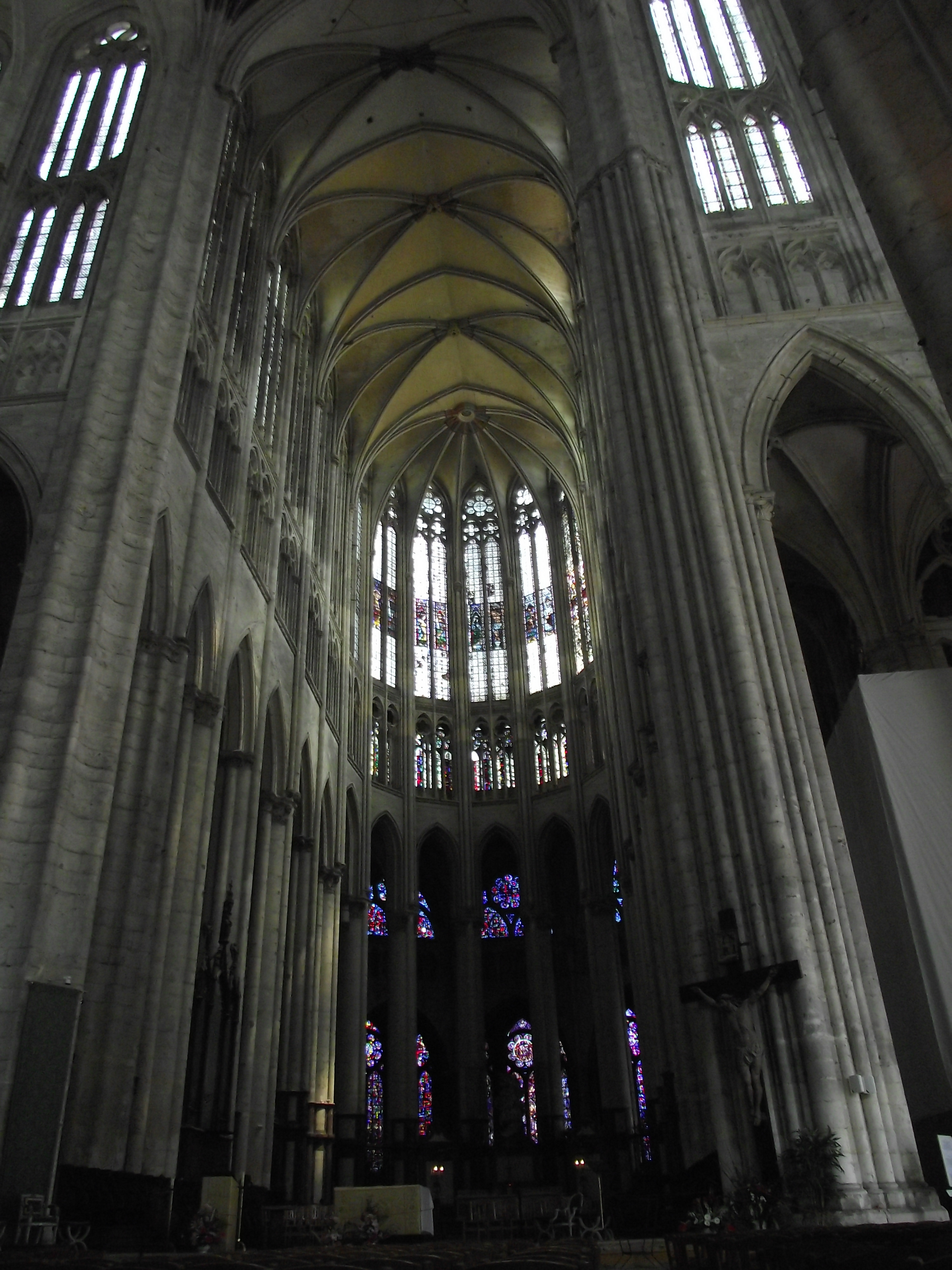
Saint-Pierre (catedral de Beauvais).